# Бубновы
Бу́бновы — династия нижегородских купцов XIX века.
Из рода Бубновых вышел известный русский корабельный инженер, математик и механик Иван Григорьевич Бубнов.

## Происхождение
Бубновы происходили из крепостных крестьян деревни Малое Осовиково (или Малые Осовики) Рыбинского уезда Ярославской губернии. Сами братья Бубновы и несколько поколений их предков были крепостными помещиков Власьевых.

## Предпринимательская деятельность
Двоюродные братья Илья Михайлович и Степан Семёнович Бубновы торговали сеном и зерном в Рыбинске, позже в Нижнем Новгороде. Илья Бубнов записался в нижегородское купечество в 1833 году. Степан Семёнович — в 1853 году. Братья владели гостиницей на Рождественской улице, трактиром, гостиницей на Алексеевской улице (дом № 6, в советский период — «Дом крестьянина»).

## Генеалогия
- Бубнов, Илья Михайлович (?—?) — купец 3-й гильдии, держал гостиницу на Рождественской улице.
- Бубнов, Степан Семёнович (ок. 1803—1891) — купец 2-й гильдии, владел трактиром, гостиницей на Алексеевской улице, гласный Нижегородской городской думы (1855—1858). Жена — Бубнова, Устинья[2].
  - Бубнова, Анна Степановна (?—?)
  - Бубнов, Василий Степанович (?—?)
  - Бубнов, Иван Степанович (?—?) — держал лавки в шорном и фуражном рядах Нижегородской ярмарки, неоднократно избирался членом Нижегородской городской думы и управы.
    - Бубнов, Владимир Иванович (ум. 1892)

  - Бубнов, Григорий Степанович (ум. 1880) — работал управляющим отцовской гостиницы. 
    - Бубнов, Иван Григорьевич (1872—1919) — русский корабельный инженер, математик и механик.